# 阿特庫利湖
54°54′10″N 61°55′43″E / 54.90278°N 61.92861°E
阿特庫利湖（俄语：Аткуль），是俄羅斯的湖泊，位於該國西南部車里雅賓斯克州，由葉特庫利斯基區負責管轄，長6公里、寬2.2公里，面積12.2平方公里，平均水深2.4米，最大水深3.7米。